# Два Џејка
Два Џејка (енгл. The Two Jakes) је мистеријски филм из 1990. године. Наставак је филма Кинеска четврт.

## Синопсис
Џејк (Џек Николсон) је приватни детектив који треба да се ожени много млађом женом. Његов клијент (Харви Кајтел) у бесу убија љубавника своје супруге. Та сцена враћа у сећање девојку коју је некада волео и он бива поново увучен у догађаје из прошлости које је покушао да заборави.

## Улоге
- Џек Николсон
- Харви Кајтел
- Мег Тили
- Мадлен Стоу
- Илај Волак
- Рубен Блејдс
- Фредерик Форест
- Дејвид Кит
- Ричард Фарнсворт
- Трејси Валтер
- Џои Мантел
- Џејмс Хонг
- Пери Лопез
- Феј Данавеј
- Том Вејтс